# Edward B. Lewis
Edward Butts Lewis (20. května 1918 Wilkes-Barre – 21. července 2004 Passadena) byl americký biolog, genetik a vysokoškolský pedagog, nositel Nobelovy ceny za fyziologii a lékařství za rok 1998. Spolu s ním cenu za výzkum genetické kontroly embryonálního vývoje získali Christiane Nüssleinová-Volhardová a Eric F. Wieschaus. Lewis se také zabýval vlivem radioaktivního záření na vývoj embryí a patřil k prvním vědcům, kteří varovali před zdravotním nebezpečím ozáření.  Jeho práce pomohla vysvětlit mechanismy obecného biologického vývoje, například příčiny vrozených deformací u lidí a dalších vyšších organismů.

## Biografie
Lewis se narodil ve Wilkes-Barre v Pensylvánii jako mladší syn hodináře a klenotníka Edwarda Buttse Lewise a Laury Mary Lewis (rozené Histed). Klenotnictví, ve kterém otec pracoval, bylo během krize ve třicátých letech 20. století nuceno zavřít a rodina obtížně vycházela s penězi. Přesto rodiče nikdy nezaváhali a své dva syny podporovali. Lewis hrál od dětství na flétnu a po celý život hrál na téměř profesionální úrovni. Na střední škole byl členem symfonického orchestru. Na vysokou školu nastoupil díky hudebnímu stipendiu a později hrál v orchestru Minnesotské univerzity. Druhým zájmem, který začal již v dětství, byla zvířata, zejména ropuchy a hadi, které choval v podomácku vyrobených teráriích. Také tento zájem mu vydržel po celý život.
Je zajímavé, že dva významní genetici zabývající se drozofilou, Edward Lewis a Edward Novitski, navštěvovali ve stejné době stejnou střední školu ve Wilkes-Barre. Ve středoškolské laboratoři prováděli společně pokusy s drozofilou za podpory jejich učitele biologie. Po střední škole využil Lewis pro první rok vysokoškolského studia hudební stipendium a  poté přešel na Minnesotskou univerzitu, kterou si vybral kvůli nízkému školnému. V roce 1939 získal bakalářský titul v oboru biostatistika. Lewis i Novitski dokončili vysokoškolská studia ve zkráceném termínu a oba se opět setkali jako postgraduální studenti na Kalifornském technologickém institutu (Caltech), kde Lewis v roce 1942 obhájil doktorát.
V témže roce se zapsal do výcvikového programu amerického armádního letectva v oboru meteorologie a o rok později získal v tomto oboru magisterský titul. V letech 1942–1945 sloužil v armádním letectvu Spojených států amerických jako meteorolog a oceánograf na Havaji a Okinawě. V roce 1946 nastoupil na fakultu Caltechu a roku 1956 byl jmenován profesorem biologie. Na Caltechu zůstal až do svého odchodu do důchodu v roce 1988.
Lewis pracoval nezávisle na Nüsslein-Volhardové a Wieschausovi a svůj výzkum založil na studiích octomilky (Drosophila melanogaster). Křížením tisíců mušek se mu podařilo zjistit, že geny jsou na chromozomu obecně uspořádány ve stejném pořadí jako odpovídající segmenty těla, např. první sada genů řídí hlavu a hrudník, prostřední sada břicho a poslední sada zadní části těla. Tato uspořádanost je známá jako princip kolinearity. Lewis také zjistil, že genetické regulační funkce se mohou překrývat. Například muška s extra sadou křídel nemá defektní gen v břišní oblasti, ale v hrudní oblasti, která normálně funguje jako regulátor takových mutací. V roce 1995 obdržel za tento výzkum Nobelovu cenu za fyziologii a lékařství spolu s Christianeme Nüsslein-Volhardovou a Ericem Wieschaussem.
V padesátých letech 20. století studoval účinky záření z rentgenových paprsků, jaderného spadu a dalších zdrojů jako možné příčiny vzniku rakoviny. Prozkoumal lékařské záznamy těch, kteří přežili atomové bombardování Hirošimy a Nagasaki, a také radiologů a pacientů vystavených rentgenovému záření. Dospěl k závěru, že „zdravotní rizika způsobená zářením byla podceněna“. Publikoval odborné články v časopise Science a dalších časopisech a v roce 1957 vystoupil před výborem Kongresu pro atomovou energii.
Kromě Nobelovy ceny obdržel Lewis řadu dalších vyznamenání a ocenění, např. Wolfovu cenu za lékařství (1989), Národní vyznamenání za vědu (1990) a Cenu Luisy Gross Horwitz  (1992). Jeho klíčové publikace z oblasti genetiky, vývojové biologie, radiace a rakoviny jsou uvedeny v knize Genes, Development and Cancer (Geny, vývoj a rakovina), která vyšla v roce 2004.
V roce 1946 se Lewis seznámil s Pamelou Harrah a oženil se s ní. Byla to aktivní, čilá, inteligentní a okouzlující mladá žena, která vystudovala genetiku na Stanfordově univerzitě a sdílela Lewisův zájem o život zvířat, včetně členovců. Byla také nadanou výtvarnicí, ráda malovala osobní obrazy pro své přátele a také psala poezii. Měli spolu tři syny. Jeden z nich zemřel na Štědrý den roku 1965 při horolezecké nehodě. Oba manželé se ještě více sblížili poté, co Pamela onemocněla infekcí, která vedla k částečnému jednostrannému tělesnému a zrakovému ochrnutí.